# ناحیه داچمیلز (شهرستان واشینگتن، آرکانزاس)
ناحیه داچمیلز، شهرستان واشینگتن، آرکانزاس (به انگلیسی: Dutch Mills Township) یک منطقهٔ مسکونی در ایالات متحده آمریکا است که در شهرستان واشینگتن، آرکانزاس واقع شده‌است. ناحیه داچمیلز ۳۲۱ نفر جمعیت دارد و ۳۰۱ متر بالاتر از سطح دریا واقع شده‌است.